# Mikołaj (Hyka)
Mikołaj, imię świeckie Arjan Pelivan Hyka (ur. 26 stycznia 1972 we wsi Zhupan k. Fieru) – albański duchowny prawosławny, od 2016 metropolita Apollonii i Fieru.

## Życiorys
Święcenia prezbiteratu przyjął w roku 2000. W tym samym roku ukończył z wyróżnieniem naukę w akademii prawosławnej Ngjallja e Krishtit w Durrësie. Studia kontynuował na wydziale teologicznym uniwersytetu ateńskiego, kończąc je dyplomem w roku 2006. 19 listopada 2006 otrzymał chirotonię biskupią w Katedrze Zwiastowania w Tiranie. W tym samym roku objął stanowisko rektora akademii prawosławnej w Durrësie i członka Świętego Synodu. Od 2012 zasiada w Komitecie Centralnym Światowej Rady Kościołów. W 2016 otrzymał godność metropolity Apollonii i Fieru. Intronizacja odbyła się w katedrze św. Jerzego w Fierze.